# Hermannroseit
Hermannroseit ist ein extrem selten vorkommendes Mineral aus der Mineralklasse der „Phosphate, Arsenate und Vanadate“. Er kristallisiert im orthorhombischen Kristallsystem mit der idealisierten chemischen Zusammensetzung CaCu(PO4)(OH) und damit chemisch gesehen ein Calcium-Kupfer-Phosphat mit einem zusätzlichen Hydroxidion.
Hermannroseit findet sich an seiner Typlokalität in Form von bis zu 3 mm mächtigen, nierigen Aggregaten und Krusten, die aus Konichalcit mit eingeschlossenen alternierenden Sequenzen aus mikrokristallinem Konichalcit, Hermannroseit, Hydroxylapatit und Whitlockit bestehen. Die mittlere Korngröße des Hermannroseits beträgt 0,7 μm.
Die Typlokalität des Minerals ist die so genannte zweite Oxidationszone (28. Sohle, Abbauort East 49) der Tsumeb Mine bei Tsumeb, Region Oshikoto, Namibia.

## Etymologie und Geschichte
Hermannroseit wurde auf einer Mineralstufe entdeckt, die der ehemalige Grubengeologe der Tsumeb Mine und Chefmineraloge der Tsumeb Corporation Limited Bruno Herrmann Geier (1902–1987) in den 1960er Jahren in der zweiten Oxidationszone der Tsumeb Mine gesammelt hatte. Geiers Erben stellten dieses Mineral den Autoren der Typpublikation zur Identifizierung zur Verfügung. Entsprechende Untersuchungen führten zur Feststellung des Vorliegens eines neuen Minerals, das im Mai 2010 von der International Mineralogical Association (IMA) unter der vorläufigen Bezeichnung IMA 2011-053 anerkannt wurde. Durch ein deutsches Forscherteam mit Jochen Schlüter, Dieter Pohl und Georg Gebhard erfolgte im Jahre 2011 im deutschen Wissenschaftsmagazin „Neues Jahrbuch für Mineralogie, Abhandlungen“ die wissenschaftliche Erstbeschreibung dieses Minerals als Hermannroseit (englisch Hermannroseite). Die Autoren benannten das Mineral nach dem deutschen Mineralogen, Kristallographen und Hochschullehrer Hermann Rose (1883–1976), ehemaliger Leiter des Mineralogisch-Petrographischen Instituts der Universität Hamburg und seit 1972 Ehrenmitglied der Deutschen Mineralogischen Gesellschaft.
Typmaterial des Minerals wird im Mineralogischen Museum der Universität Hamburg in Deutschland (Holotyp, Sammlungs-Nr. MMHH TS 637, im Tresor des Museums) aufbewahrt.

## Klassifikation
Da der Hermannroseit erst 2010 als eigenständiges Mineral anerkannt wurde, ist er in der seit 1977 veralteten 8. Auflage der Mineralsystematik nach Strunz noch nicht verzeichnet. Einzig im zuletzt 2018 überarbeiteten und aktualisierten Lapis-Mineralienverzeichnis nach Stefan Weiß, das sich aus Rücksicht auf private Sammler und institutionelle Sammlungen noch nach dieser alten Form der Systematik von Karl Hugo Strunz richtet, erhielt das Mineral die System- und Mineral-Nr. VII/B.26-45. In der „Lapis-Systematik“ entspricht dies der Klasse der „Phosphate, Arsenate und Vanadate“ und dort der Abteilung „Wasserfreie Phosphate, mit fremden Anionen F,Cl,O,OH“, wobei in den Gruppen VII/B.20 bis 40 die Verbindungen mit mittelgroßen bis großen Kationen (Mg-Cu-Zn und Ca-Na-K-Ba-Pb) eingeordnet sind. Hermannroseit bildet zusammen mit Adelit, Austinit, Cobaltaustinit, Duftit, Gabrielsonit, Gottlobit, Konichalcit, Nickelaustinit und Tangeit die „Adelit-Gruppe“ (VII/B.26) bildet.
Die seit 2001 gültige und von der IMA zuletzt 2009 aktualisierte 9. Auflage der Strunz’schen Mineralsystematik kennt den Hermannroseit ebenfalls noch nicht. Hier würde er vermutlich ebenfalls in die Klasse der „Phosphate, Arsenate und Vanadate“ und dort in die Abteilung der „Phosphate usw. mit zusätzlichen Anionen; ohne H2O“ eingeordnet werden. Diese ist allerdings weiter unterteilt nach der relativen Größe der beteiligten Kationen und dem Stoffmengenverhältnis der zusätzlichen Anionen (OH usw.) zum Phosphat-, Arsenat- bzw. Vanadatkomplex RO4, so dass das Mineral entsprechend seiner Zusammensetzung in der Unterabteilung „Mit mittelgroßen und meist großen Kationen; (OH usw.) : RO4 = 1 : 1“ zu finden wäre, wo die dort ebenfalls existierende „Adelitgruppe“ mit der System-Nr. 8.BH.35 und den Mitgliedern Adelit, Arsendescloizit, Austinit, Cobaltaustinit, Duftit, Gabrielsonit, Gottlobit, Konichalcit, Nickelaustinit und Tangeit eingeordnet ist.
Auch die vorwiegend im englischen Sprachraum gebräuchliche Systematik der Minerale nach Dana führt den Hermannroseit bisher nicht. Hier wäre er aber wahrscheinlich ebenfalls in der „Adelitgruppe“ mit der System-Nr. 41.05.01 innerhalb der Unterabteilung der „Wasserfreien Phosphate etc., mit Hydroxyl oder Halogen mit (AB)2(XO4)Zq“ zu finden.

## Chemismus
Einhundertfünfzig Mikrosondenanalysen an Hermannroseit aus der „Tsumeb Mine“ ergaben Mittelwerte von 22,80 % CaO; 34,52 % CuO; 0,58 % ZnO; 15,16 % P2O5; 21,88 % As2O5; 1,02 % V2O5; 4,04 % H2O (aus der Differenz berechnet), woraus sich auf der Basis von fünf Sauerstoffatomen p.f.u. (pro Formeleinheit) die empirische Formel Ca0,96(Cu1,03Zn0,02)(P0,51As0,45V0,03)O3,94(OH)1,06 errechnete. Für die Analyse mit dem höchsten Phosphorgehalt errechnete sich die empirische Formel zu Ca0,96(Cu0,99Zn0,01)(P0,64As0,30V0,01)O3,68(OH)1,32. Die empirische Formel lässt sich zu CaCu(PO4,AsO4)(OH) idealisieren, wobei die Formel für das reine Phosphat-Endglied mit CaCuPO4(OH) angegeben wird.
Hermannroseit ist das Phosphat-dominante Analogon des Arsenat-dominierten Konichalcits. Kontinuierliche Substitution von P5+ für As5+ führt dabei zum ersten Phosphatmineral der Adelit-Gruppe als Subgruppe der Adelit-Descloizit-Gruppe. Hermannroseit ist ferner auch das Phosphat-dominante Analogon des Vanadat-dominierten Tangeits, CaCuVO4(OH).

## Kristallstruktur
Hermannroseit kristallisiert im orthorhombischen Kristallsystem in der Raumgruppe P212121 (Raumgruppen-Nr. 19) mit den Gitterparametern a = 7,328 Å; b = 9,123 Å und c = 5,769 Å sowie vier Formeleinheiten pro Elementarzelle.
Hermannroseit ist isotyp (isostrukturell) mit seinem Phosphat-Analogon Konichalcit.

## Eigenschaften

### Morphologie
Hermannroseit bildet an seiner Typlokalität bis zu 3 mm mächtige, nierige Mineral-Aggregate und Krusten, die aus Konichalcit mit eingeschlossenen alternierenden Sequenzen aus mikrokristallinem Konichalcit, Hermannroseit, Hydroxylapatit und Whitlockit bestehen. In diesen Aggregaten findet sich Hermannroseit unter einer dünnen äußeren Kruste aus Konichalcit. Die mittlere Korngröße des Hermannroseits beträgt 0,7 μm.

### Physikalische und chemische Eigenschaften
Hermannroseit ist grasgrün, seine Strichfarbe ist dagegen immer blassgrün. Die Oberflächen der durchscheinenden bis durchsichtigen Aggregate weisen einen glasartigen Glanz auf, was gut mit dem Wert für die mittlere Lichtbrechung übereinstimmt. Dieser Wert beträgt nach Berechnungen 1,77. Obwohl an den Dünnschliffen des Hermannroseits kein Pleochroismus festgestellt worden ist, sollte Hermannroseit, analog Konichalcit, einen starken Pleochroismus von gelbgrün über smaragdgrün nach blaugrün aufweisen.
An den Aggregaten des Hermannroseits konnte weder eine Spaltbarkeit noch ein Bruch festgestellt werden. Ebenso fehlen Angaben zur Tenazität. Aufgrund der geringen Korngröße konnte auch die Mohshärte nicht bestimmt werden. Die aus der Einheitszelle und der empirischen Formel für Hermannroseit berechnete Dichte beträgt 4,08 g/cm³. Das Mineral zeigt weder im lang- noch im kurzwelligen UV-Licht eine Fluoreszenz.

## Bildung und Fundorte
Als extrem seltene Mineralbildung (bekannt ist lediglich eine einzige Stufe) konnte Hermannroseit bisher (Stand 2018) lediglich von einem Fundort beschrieben werden. Als Typlokalität gilt die „Tsumeb Mine“ bei Tsumeb, Region Oshikoto, Namibia, wobei der genaue Fundort innerhalb des Bergwerks auf der 28. Sohle, Abbauort East 49 im Bereich der zweiten Oxidationszone, liegt. Vorkommen von Hermannroseit in Deutschland, Österreich oder in der Schweiz sind damit nicht bekannt.
Hermannroseit ist ein typisches Sekundärmineral, welches sich in der Oxidationszone einer arsenreichen polymetallischen Buntmetall-Lagerstätte gebildet hat. Hermannroseit und Konichalcit fanden sich hier in Form von nierig-traubigen Aggregaten, die eine Druse im massiven Hydroxylapatit auskleiden, welcher durch amorphe Manganoxide und Manganhydroxide schwarz gefärbt ist. Weitere Parageneseminerale sind Pseudomalachit und Whitlockit.

## Verwendung
Mit einem durchschnittlichen CuO-Gehalt von 34,52 Gew.-% wäre Hermannroseit ein Kupfererz. Aufgrund seiner extremen Seltenheit ist er aber nur für den Mineralsammler von Interesse.